# Kathryn Uhl Ball
Kathryn Laverne Uhl Ball (* 6. Juni 1902 in Sacramento, Kalifornien; † 16. Oktober 1984 ebenda) war eine US-amerikanische Künstlerin, die für ihre Arbeiten als Lithografin, Textildesignerin und Illustratorin bekannt ist.

## Leben
Kathryn Laverne Uhl wurde in Sacramento als Tochter des kalifornischen Kunstschmieds George Adam Uhl (1876–1973) geboren. Sie absolvierte 1932 das Mills College und unterrichtete anschließend dort. 1939 heiratete sie den Keramiker F. Carlton Ball (1911–1992), der ebenfalls am Mills College unterrichtete. 1945 bekamen sie einen Sohn, Fred Uhl Ball (1945–1985), der, nachdem er von seiner Mutter die Grundlagen des Emaillierens erlernt hatte, zu einer der führenden Persönlichkeiten auf dem Gebiet des Emaillierens im späten 20. Jahrhundert wurde. Als Fred 1985 vor seinem frühen Tod im Krankenhaus lag, half Kathryn Ball, das letzte emaillierte Wandgemälde ihres Sohnes in Sacramento anzufertigen und aufzuhängen.
Kathryn Ball, die sich auf die Lithografie spezialisiert hatte, arbeitete in den 1930er Jahren für die kalifornische Abteilung der Works Progress Administration und schuf Stadtstudien und Szenen aus dem täglichen Leben. Sie illustrierte auch eine Reihe von Büchern, von denen das 1950 erschienene Fifth Chinese Daughter von Jade Snow Wong das bekannteste ist. Wong beschrieb die Illustrationen ihrer Freundin und Kollegin für dieses Buch folgendermaßen: „Die Zeichnungen sind authentisch und detailgetreu und repräsentieren viele Stunden akribischer Recherche von Kathryn Uhl Ball, die voll und ganz dazu beigetragen hat, dieses Buch zu einer sorgfältigen Aufzeichnung der ersten 24 Jahre eines amerikanischen chinesischen Mädchens zu machen“.
Kathryn Uhl Ball war häufig in den Crocker-Kingsley-Ausstellungen vertreten, die alle zwei Jahre im Crocker Art Museum stattfinden. Ihre Werke befinden sich sowohl in der Sammlung des Crocker als auch in der Sammlung der National Gallery of Art. Sie lebte in Sacramento bis zu ihrem Tod am 16. Oktober 1984.